# 丹豪澤
丹豪澤是南非的城鎮，位於該國東北部，由夸祖魯-納塔爾省負責管轄，面積17.72平方公里，主要經濟活動是畜牧業，2001年人口4,903，人口密度每平方公里約280人。